# グリーン・オニオン
「グリーン・オニオン」（原題：Green Onions）は、インストゥルメンタル・グループのブッカー・T&ザ・MG'sが1962年に発表したデビュー・シングル。ローリング・ストーンの選ぶオールタイム・グレイテスト・ソング500（2010年版）では183位にランクされている。

## 概要
本作品はメンバーのブッカー・T・ジョーンズ、スティーヴ・クロッパー、ルイス・スタインバーグ、アル・ジャクソン・ジュニアの4人によって書かれた（ドナルド・ダック・ダンがスタインバーグと替わり加入するのは1964年のことである）。
1962年5月、スタックス・レコードの傘下のヴォルトから「Behave Yourself」のB面として発表された。同年9月、A面とB面を入れ替えてスタックスから再発。同年9月29日付のビルボード・Hot 100で3位を記録した。ビルボードのHot R&B Singlesチャートで1位、キャッシュボックスで3位を記録しゴールドディスクに輝いた。同年10月発売のアルバム『Green Onions』に収録された。
『アメリカン・グラフィティ』（1973年）や『さらば青春の光』（1979年）の挿入曲として使用された。

## カバー・バージョン
- ザ・サファリズ - 1963年のアルバム『Wipe Out』に収録。
- ハリー・ジェイムス - 1965年のアルバム『Harry James Plays Green Onions & Other Great Hits』に収録。
- マイク・ブルームフィールド&アル・クーパー - 1969年に発表したライブ・アルバム『フィルモアの奇蹟』に収録。
- ディック・ハイマン - 1969年のシングル。
- ブルース・ブラザーズ - 1980年のライブ・アルバム『Made in America』に収録。